# یوزف گنشیدر
یوزف گنشیدر (آلمانی: Josef Genschieder; ۴ فوریهٔ ۱۹۱۵ – ۳ آوریل ۱۹۴۳) دوچرخه‌سوار اهل اتریش بود. وی در بازی‌های المپیک تابستانی ۱۹۳۶ شرکت کرده است.